# Dihalni test s sečnino
Dihalni test s sečnino ali urejski dihalni test je preizkus za posredno ugotavljanje okužbe z bakterijo Helicobacter pylori. H. pylori lahko povzroča gastritis in peptično razjedo. Test temelji na sposobnosti bakterije, da pretvori sečnino v amonijak in ogljikov dioksid. Glede na številne vodilne smernice gre za diagnostično orodje izbora, s katerim se lahko na neinvazivni način dokaže prisotnost bakterije H. pylori. Poleg diagnosticiranja okužbe se uporablja tudi za ugotavljanje uspešnosti eradikacijskega protibakterijskega zdravljenja. Gre za široko dostopen, občutljiv in specifičen test.

## Mehanizem
Pacient zaužije sečnino, označeno z radioaktivnim izotopom 14C ali nereaktivnim izotopom 13C. V prisotnosti bakterijske ureaze se v želodcu sečnina razgradi na amonijak in ogljikov dioksid; slednji se pojavi v bikarbonatnem anionu. Bikarbonatni anion se absorbira v kri in se kot radioaktivni ogljikov dioksid (14CO2) ali neradioaktivni ogljikov dioksid (13CO2) pojavi v izdihanem zraku, ki se z ustreznim analizatorjem lahko izmeri.